# أفرو 539
أفرو 539 (بالإنجليزية: Avro 539)‏ هي طائرة سباق ذات السطحين وبمقعد واحد. أنتجت في المملكة المتحدة. من صناعة أفرو. كان أول طيران لها في 1919. انتهت خدمتها في 1921. صنع منها طائرة واحدة والتي تحطمت في وقت لاحق.